# Demeterhymnen

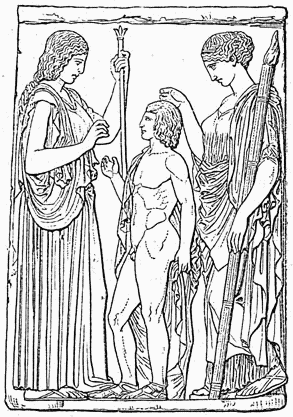
Demeter, Triptolemos och Persefone på en eleusinsk marmorrelief från 440-430 f.Kr.

Demeterhymnen är en grekisk hymn från 700-600-talet före Kristus. Den handlar om hur fruktbarhetsgudinnan Demeter får sin dotter Kore bortrövad av Hades och sörjer detta. Hades gör Kore till drottning i underjorden under namnet Persefone, innan en kompromiss leder till att hon får tillbringa två tredjedelar av året hos Demeter. Berättelsen avslutas med att Demeter instiftar de eleusinska mysterierna.
Verket är en av de homeriska hymnerna, där namnet kommer från att de i likhet med Homeros' verk är skrivna på daktylisk hexameter. Demeterhymnen är 495 rader lång, vilket gör den till en av de längsta homeriska hymnerna. Den har varit en inspirationskälla för många skönlitterära författare, bland annat Erik Johan Stagnelius i dikten "Hymn till Ceres".

## Tillkomst
Demeterhymnen är den äldsta litterära källan till kulten i Eleusis. Flera forskare, däribland Ulrich von Wilamowitz-Moellendorff, har argumenterat för att den är en förkonstlad sammansättning av flera olika traditioner, och eventuellt skriven av en poet som själv saknade koppling till kulten. Ett motargument mot detta är att texten bara behöver gå ihop mytologiskt för att fylla sin funktion: myten förklarar varför kulten fanns där den fanns och varför riterna såg ut som de gjorde, oavsett om själva berättelsen brister i logisk stringens. Säkert är dock att flera varianter av myten förekom och att författaren har gjort ett urval bland dessa.

## Svenska översättningar
Vilhelm Ekelund översatte inledningen till hymnen i boken Grekisk bukett från 1906. Nathan Söderblom gjorde en tolkning till svenska 1908. År 1927 gavs hymnen ut i översättning av Rudolf Röding, som översatte alla de homeriska hymnerna. Ingvar Björkeson gjorde en samlad översättning som gavs ut 2004.